# Harpalus malacus
Harpalus malacus är en skalbaggsart som beskrevs av Thomas Casey. Harpalus malacus ingår i släktet Harpalus och familjen jordlöpare. Inga underarter finns listade i Catalogue of Life.